# Bolshói Raznokol
Bolshói Raznokol (del ruso: Большой Разнокол) es un jútor del ókrug urbano de la ciudad-balneario de Anapa del krai de Krasnodar, en el sur de Rusia. Está situado en la orilla sur del limán Raznokol, junto al delta del Kubán, en las estribaciones de poniente del Cáucaso Occidental, 31 km al norte de la ciudad de Anapa y 120 km al oeste de Krasnodar. Tenía 647 habitantes en 2010.
Pertenece al municipio Pervomaiskoye.